# Kalendarzyk małżeński
Metody rozpoznawania płodności oparte na kalendarzu – najstarsza grupa różnych metod rozpoznawania płodności, opartych na zapisie długości poprzednich cykli miesiączkowych kobiety. Zalicza się do nich głównie Metodę Ogino-Knausa, Metodę Dni Standardowych oraz inne metody znane już w starożytności, które obecnie mają znaczenie głównie historyczne.
Podstawą tych metod jest 12-miesięczna obserwacja cykli miesiączkowych. Chcąc określić pierwszy dzień płodny, należy od liczby dni najkrótszego w ciągu minionych 12 m-cy cyklu odjąć liczbę 20 (np. najkrótszy cykl trwał 26 dni; 26-20=6; pierwszym dniem płodnym jest 6 dzień cyklu miesiączkowego). Aby określić ostatni dzień płodności należy od liczby dni najdłuższego cyklu odjąć 11, (np. 29-11=18).
Metody charakteryzują się efektywnością rzędu 5% (Metoda Dni Standardowych) i 9% (Metoda Ogino-Knausa) w przypadku prawidłowego („perfekcyjnego”) stosowania (ang. perfect use) oraz 25% w przypadku typowego stosowania.
Metody te opierają się na spostrzeżeniu, że od jajeczkowania do końca cyklu mija mniej więcej 14 dni, a zmienny jest czas cyklu przed jajeczkowaniem. Po uwzględnieniu możliwości wystąpienia cykli dłuższych i krótszych od zaobserwowanych otrzymuje się podany przepis.
Alternatywnymi metodami rozpoznawania płodności są:
- Metoda Billingsów,
- Model Creightona,
- Metoda termiczna,
- Metody objawowo-termiczne.